# Joodse gemeenschap in België
De Joden hebben een lange geschiedenis in België. Aan de vooravond van de Tweede Wereldoorlog waren er zo'n 100.000 Joden in het land, maar na de oorlog en de Holocaust was dat nog de helft daarvan.

## Geschiedenis

### Vroege geschiedenis

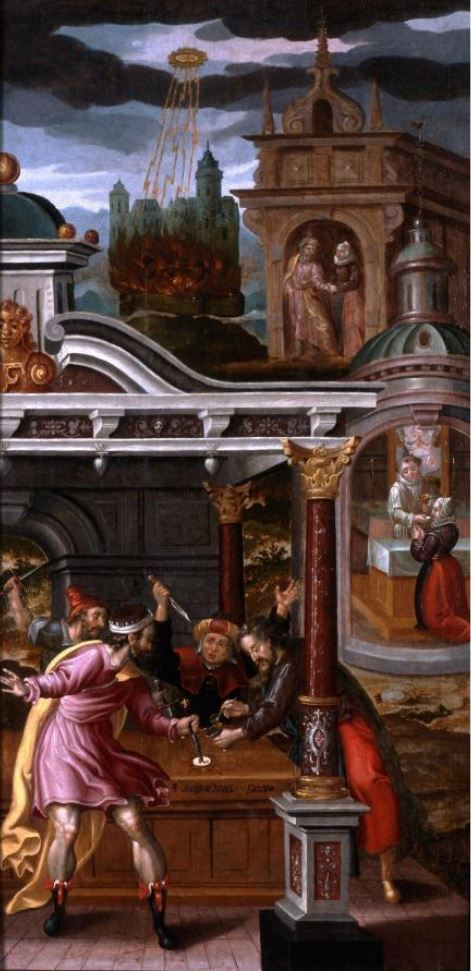
Ontheiliging van hosties (schilderij uit de 16e eeuw)

De eerste Joden kwamen samen met de Romeinen op het grondgebied van het huidige België aan rond het jaar 50 n.Chr.
De Joden leefden voornamelijk langs de weg Brugge-Keulen, maar waren nauwelijks aanwezig in het graafschap Vlaanderen. Sint-Truiden was voor de Joden een bovenlokaal centrum met een vroeg kerkhof en gezaghebbende rabbijnen. In Brabant is er een traceerbare aanwezigheid vanaf de 13e eeuw: Geldenaken, Leuven (1220), Tienen (1232), Brussel, Zoutleeuw (1253), Mechelen (1273). Vooral de Brusselse gemeenschap was talrijk. In 1261 beval hertog Hendrik III bij testament de uitdrijving van de joden en cahorsijnen, tenzij ze handel wilden drijven 'zonder rente of woeker'. Zijn weduwe Aleidis van Bourgondië weifelde hoe ze aan deze wens gevolg kon geven zonder zich in een lastig parket te brengen. Ze besloot om Thomas van Aquino te raadplegen. Aquino antwoordde haar met het werk De regimine judaeorum. Daarin adviseerde hij hare Excellentia om de joden met mate te belasten en om ze te verplichten tot het dragen van herkenningstekens (zoals ingesteld door het Vierde Lateraans Concilie van 1215).
Het graafschap Henegouwen kreeg een belangrijke Joodse instroom na hun uitdrijving uit het Frankrijk van Filips de Schone (1307).
Tijdens de Armenkruistocht van 1309, niet los te zien van de recent neergeslagen stadsrevoltes, keerden de kruisvaarders zich tegen de Joden. Hertog Jan II van Brabant bracht hen in veiligheid in zijn kasteel van Genepiën, waar ze prompt werden belegerd. Hij moest zijn leger sturen om hen te ontzetten. Enkele decennia later bracht de Zwarte Dood toch grootschalige vervolgingen. De pogrom die door Europa waarde, opgezweept door de flagellanten, bereikte Brabant. De Joden werden ervan beschuldigd de waterputten en de lucht te hebben vergiftigd. Hertog Jan III nam hen in bescherming tegen de volkswoede maar werd ondermijnd door zijn oudste zoon Hendrik. Volgens Gilles Li Muisit vonden in Brussel meer dan zeshonderd Joden de dood. Ook in Antwerpen, Leuven, Mechelen, Hasselt en Sint-Truiden werden ze geviseerd. Volgens Li Muisit was er met Allerheiligen geen sprake meer van Joodse gemeenschappen in de besproken steden, al voegde hij eraan toe dat hij het had van horen zeggen. Molanus haalt enkele kronieken aan die de Brabantse Jodenvervolging nog twee jaar laten aanhouden.
Ondanks de ramp kwamen nieuwe Joden naar Brabant, waarschijnlijk uit Franche-Comté en de Haute-Savoie. Ze kregen in 1370 te maken met een nieuwe episode van antisemitisme. Brusselse en Leuvense Joden werden terechtgesteld op de brandstapel nadat ze veroordeeld werden wegens diefstal en ontheiliging van hosties. Nog eeuwenlang werd deze valse beschuldiging gevierd als het Sacrament van Mirakel.

### Sefardisme

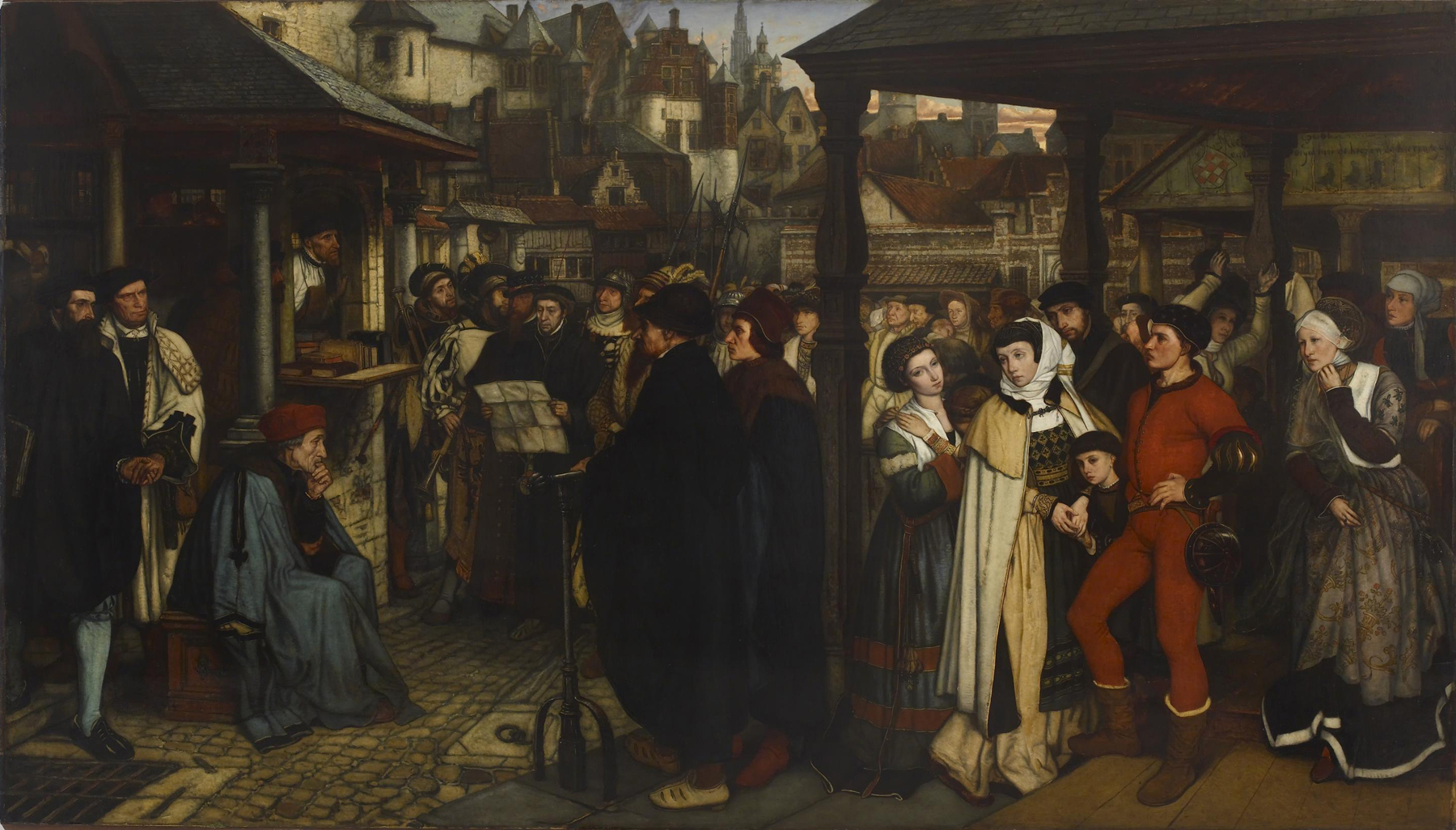
De edicten van Karel V (Hendrik Leys, 19e eeuw)

Aan het einde van de vijftiende eeuw vestigden vele conversos (joden die zich bekeerden tot het christendom) zich in Antwerpen. Bekend is de bankiersfamilie Rodriguez d'Evora. In de zestiende eeuw vestigden vele Sefardische Joden, die uit Spanje verdreven werden, zich in België en Nederland. Keizer Karel V vaardigde in 1526 een edict uit dat conversos toeliet door de Nederlanden te reizen en zich er officieel te vestigen met hun familie en dienstboden. Vooral in Antwerpen werden ze actief in de Portugese specerijhandel. Van in het begin waren er vervolgingen omdat ze zich niet werkelijk hadden bekeerd en clandestien het verboden jodendom bleven belijden. In 1530 stonden te Antwerpen Alfonse Fourco, Diego Lopez, Adam Vaes en Antonio Vaes terecht voor joodse geloofspraktijken en wapenleveringen aan het Ottomaanse Rijk, maar de vierschaar sprak hen vrij. Twee jaar later werd de converso Diego Mendes gearresteerd op beschuldiging van spionage voor de Turken. Hij kon zich vrijkopen met een borgsom van 50.000 dukaten, waarna het niet tot een proces kwam. Nadat de keizer op 17 januari 1536 het verblijfsrecht van de conversos had versterkt, vestigde Josef Nasi zich onder de naam Juan Miguez in Antwerpen, samen met zijn tante Gracia Mendes en haar dochter Reyna. Een keizerlijk edict van 16 december 1540 voorzag straffen voor clandestiene sabbatvieringen en een plakkaat van 25 juni 1544 gebood Antwerpen een 'maranenregister' aan te leggen. Het werd ook verboden hen te helpen met emigratie naar Turkije. Hun economische positie bood enige bescherming, zoals bleek uit de verheffing in de adelstand van Loys Perez in 1546. Een nieuw plakkaat van Karel V maakte op 17 juni 1549 echter een einde aan het verblijfsrecht van conversos. Al degenen die zich sinds minder dan zes maanden in het land hadden gevestigd, dienden weer te vertrekken.

### 18e, 19e en vroege 20e eeuw

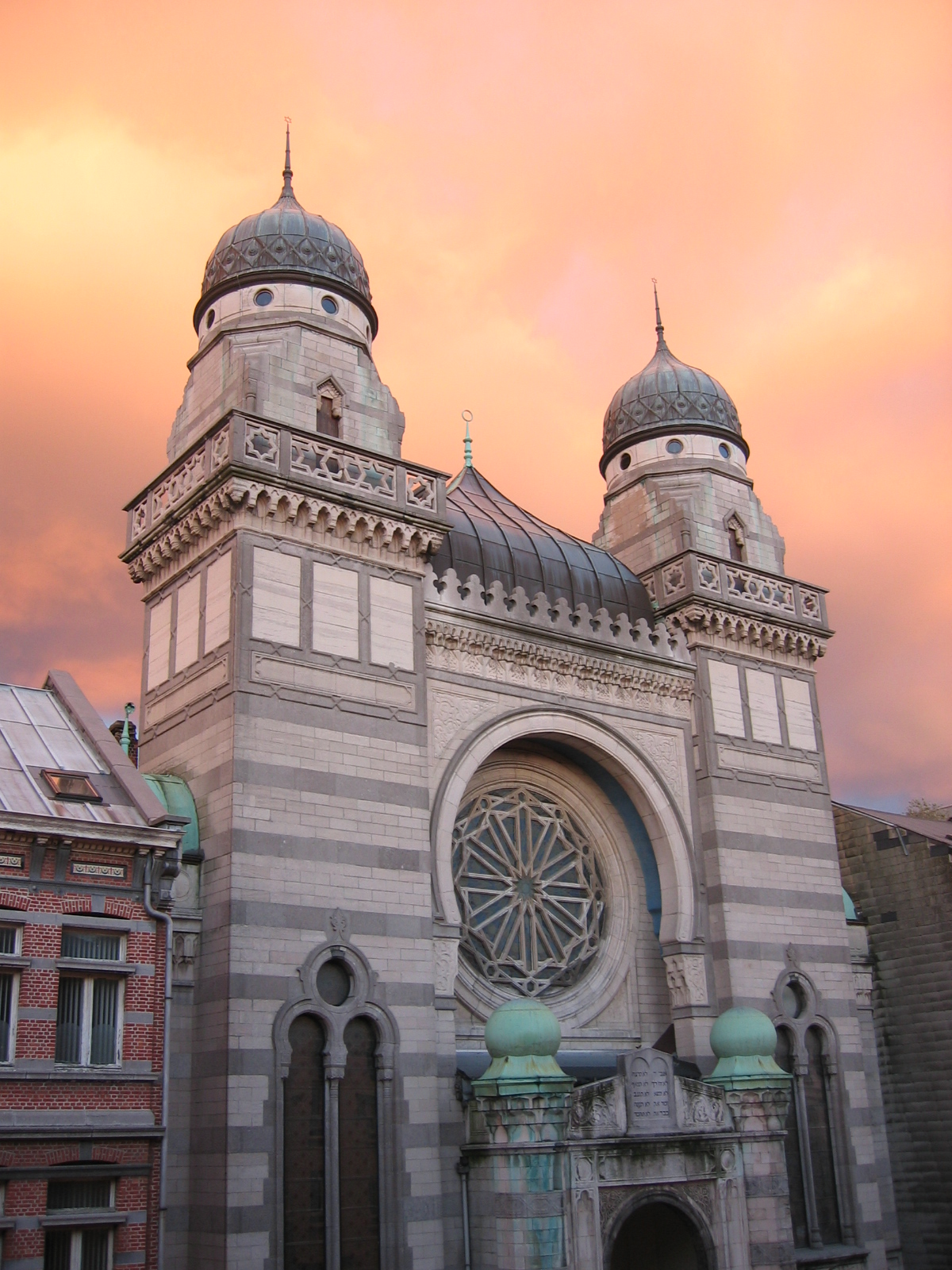
Hoofdsynagoge in de Antwerpse Bouwmeesterstraat

Na 1713 maakte de Oostenrijkse overheersing in België een meer open Joodse gemeenschap mogelijk. In deze tijd vond er een grote immigratie van Asjkenazische Joden naar het land plaats. Keizer Jozef II gaf Joden het recht om handel te drijven, ambachten uit te oefenen en grond te bezitten. Ten slotte kregen ze ook het recht op eigen begraafplaatsen. De status van de Joden verbeterde nog tijdens de Franse overheersing en ten tijde van het Verenigd Koninkrijk der Nederlanden.
In 1830, toen België zich onafhankelijk verklaarde, erkende het Nationaal Congres de joodse godsdienst. Op 17 maart 1832 werd het Centraal Israëlitisch Consistorie van België opgericht. In 1865 werd in Aarlen de eerste Belgische synagoge opgericht. De hoofdsynagoge in de Brusselse Regentschapsstraat werd tussen 1876 en 1877 gebouwd. De hoofdsynagoge in de Antwerpse Bouwmeesterstraat werd in 1892 gebouwd.
Rond de eeuwwisseling nam Antwerpen de rol van Amsterdam over als wereldcentrum van de diamant. Toen de Eerste Wereldoorlog uitbrak, vluchtten veel Joodse diamantairs naar Nederland. Camille Huysmans haalde hen na de oorlog, in 1919, terug. Tijdens de jaren 20 immigreren veel Poolse en Roemeense Joden naar België en tijdens de jaren 30 veel Duitse en Oostenrijkse Joden.

### Holocaust

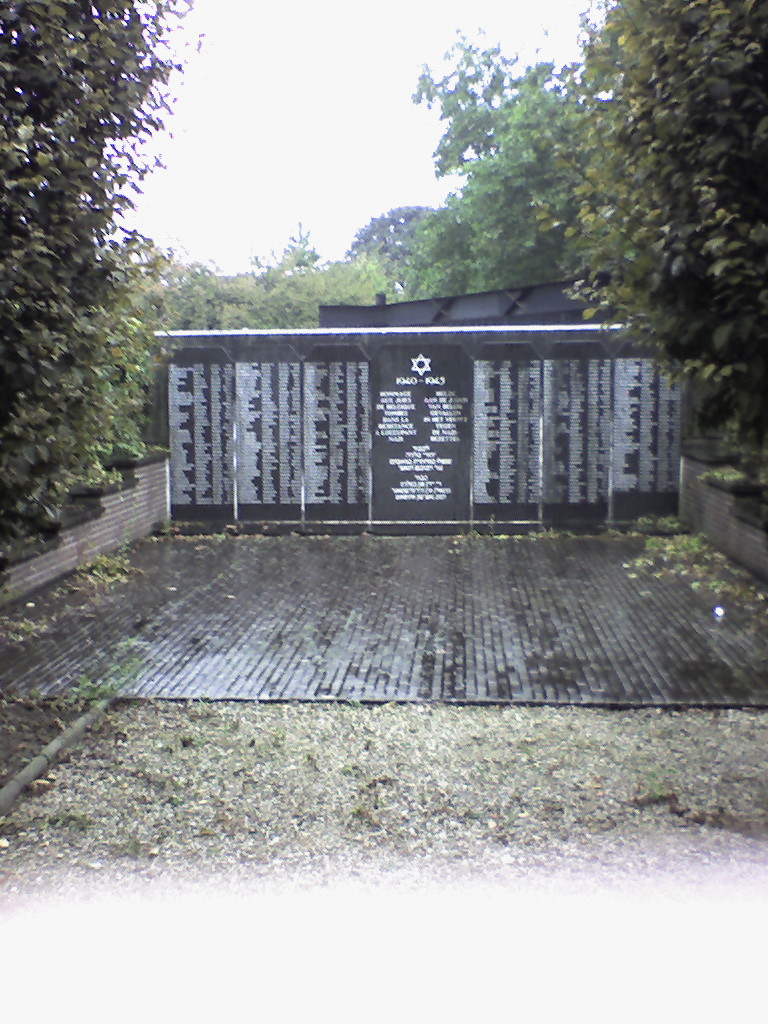
Het Nationaal Gedenkteken der Joodse Martelaren in Brussel herdenkt de Joodse slachtoffers van de Holocaust in België

Net voor de Tweede Wereldoorlog bereikte de Joodse gemeenschap een piek in België met zo'n 75.000 Joden (met concentraties van zo'n 35.000 in Antwerpen en 30.000 in Brussel). Zo'n 22.000 van de Joden waren gevlucht uit nazi-Duitsland. Vooral in Antwerpen nam het antisemitisme verregaande vormen aan, met de oprichting van Volksverwering in 1937, de uitsluiting van joodse advocaten uit de Vlaamse Conferentie der Balie van Antwerpen in mei 1939, en de anti-joodse rellen tijdens de crisis rond Danzig op 25 augustus 1939. Tussen mei 1940 en september 1944 werd België bezet door nazi-Duitsland. Er kwamen antisemitische acties in het ganse land, die echter ook op weerstand stuitten. Vele Joden werden gearresteerd met het oog op deportatie, soms door de Belgische politie (3 acties in Antwerpen en 1 in Brussel). Ze werden meestal opgesloten in het Fort van Breendonk. In 1942 kwamen de massadeportaties op gang. De Dossinkazerne in Mechelen was het doorgangskamp van waaruit Joden en andere ongewenste groepen naar concentratiekampen werden gevoerd, voornamelijk Auschwitz. Ruim 25.000 Joden werden afgevoerd in 28 treinkonvooien van augustus 1942 tot juli 1944. Uniek was de bevrijdingsactie tegen het Twintigste treinkonvooi door drie jongens die mekaar kenden van het Ukkelse atheneum. De gedeporteerde Joden zijn bijna allemaal vermoord, minder dan vijf procent was in 1945 nog in leven.

### Naoorlogse geschiedenis
Na de Hongaarse Opstand in 1956 migreerde er een groot aantal Joden naar Antwerpen. In 1959-1960 werden er in de omgeving van Brussel diverse winkels beklad met Jodensterren. Op 19 april 1970 werd er in Anderlecht een Nationaal Gedenkteken van Joodse martelaren ingehuldigd.
In 1980 wordt er een bomaanslag gepleegd op de Brusselse synagoge. Een jaar later wordt er ook op de synagoge in de Antwerpse Hoveniersstraat een bomaanslag gepleegd. In 2008 betaalde de Commissie voor de Schadeloosstelling van de Joodse Gemeenschap in België 35,2 miljoen euro uit aan Joodse slachtoffers uit de Tweede Wereldoorlog.

### Heden

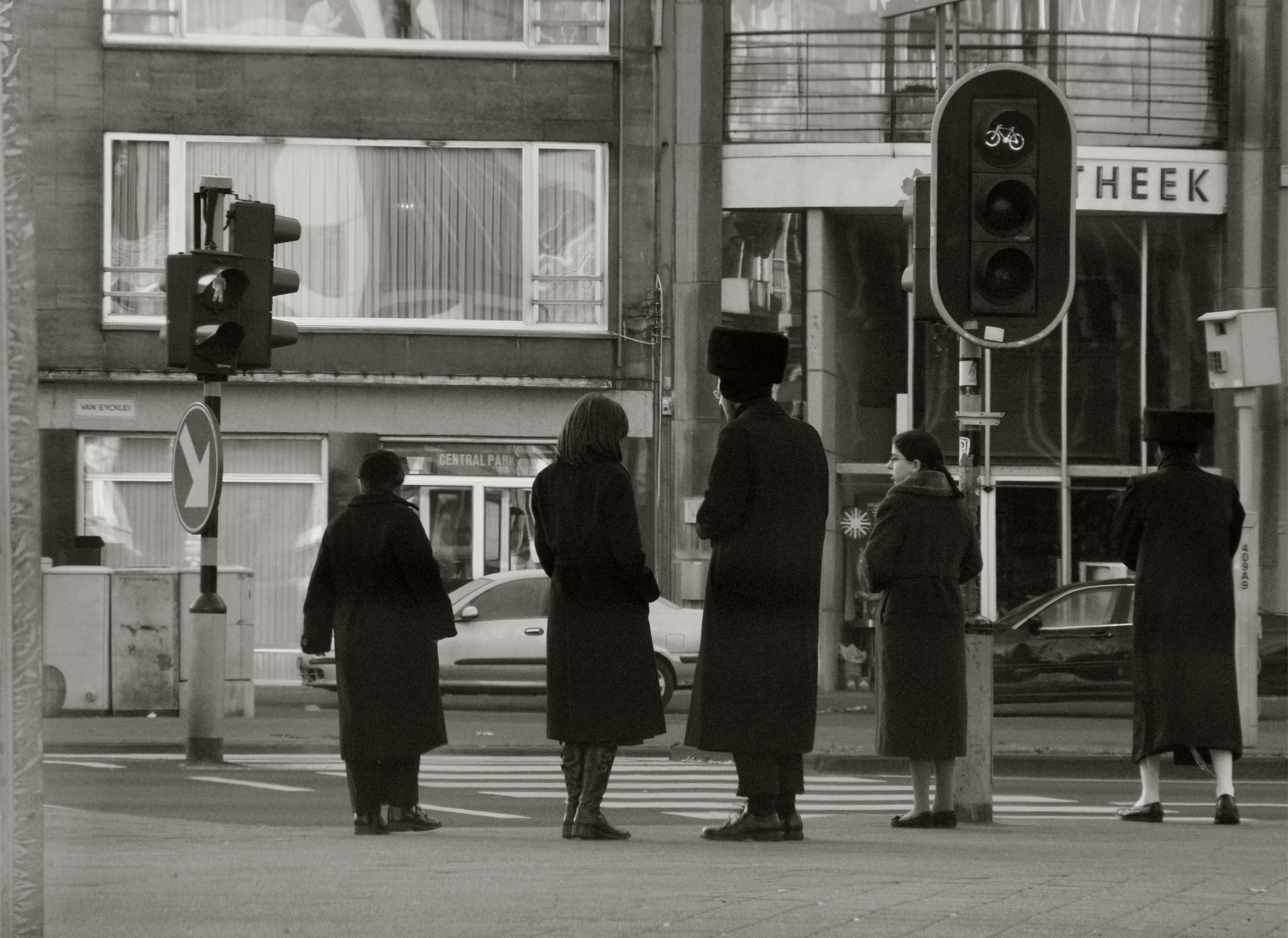
Een chassidisch gezin in Antwerpen, 2009

Anno 2016 leefden er zo'n 40.000 Joden in België. De Joodse gemeenschap van Antwerpen is met 20.000 leden een van de grootste in Europa en Joods Antwerpen is een van de laatste plaatsen op de wereld waar het Jiddisch de eerste taal is. Ongeveer 95% van de Joodse kinderen krijgt een Joodse opvoeding. Er zijn 5 Joodse kranten en 45 synagogen in België.

## Voetnoten
1. ↑  Roel Jacobs, Een kleine geschiedenis van Brussel, 2004, p. 62-63
2. ↑  H. Pirenne, La duchesse Aleyde de Brabant et le 'De regimine judaeorum' de saint Thomas d'Aquin, in: Revue néo-scolastique de philosophie, vol. 30, nr. 18, 1928, p. 193-205
3. ↑  De kroniek van Li Muisit is de enige bron die specifiek over Brussel handelt, en dus omzichtig te benaderen: Jean-Joseph De Smet, Recueil des chroniques de Flandre = Corpus chronicorum Flandriae, vol. 2, 1841, p. 342-343 (hoofdstuk: De captione et destructione Judaeorum).
4. ↑  P.F.X. De Ram (red.), Joannis Molani Historiae Lovaniensium libri XIV, vol. II, 1861, p. 825 (De Judaeis inficientibus puteos). Gearchiveerd op 27 augustus 2023.
5. ↑  De Joodse gemeenschap in België. België in Israël (27 april 2016). Gearchiveerd op 12 juli 2022. Geraadpleegd op 27 januari 2021.

Albanië · Andorra · Armenië · Azerbeidzjan · België (Joods Antwerpen) · Bosnië en Herzegovina · Bulgarije · Cyprus · Denemarken · Duitsland · Estland · Finland · Frankrijk · Georgië · Griekenland · Hongarije · Ierland · IJsland · Italië · Kazachstan · Kroatië · Letland · Litouwen · Liechtenstein · Luxemburg · Malta · Moldavië · Monaco · Montenegro · Nederland · Noord-Macedonië · Noorwegen · Oekraïne · Oostenrijk · Polen · Portugal · Roemenië · Rusland · San Marino · Servië · Slowakije · Slovenië · Spanje · Tsjechië · Turkije · Verenigd Koninkrijk · Wit-Rusland · Zweden · Zwitserland